# Découpage cinematogràfic
El découpage cinematogràfic, és un mètode d'anàlisi fílmic que consisteix en desglossar les seqüències d'un film en plans per a, posteriorment, poder analitzar-les amb més detall. Etimològicament el terme découpage prové de la paraula francesa découper, que significa "fragmentar". El terme, però, comprèn diversos sentits i, principalment, té dues aplicacions dins el món audiovisual.

## Aplicacions

### A nivell de realització
En primer lloc, el terme découpage es pot referir a l'operació realitzada pel director que relaciona la fase final de l'elaboració del guió amb la fase inicial de la posada en escena. Aquesta operació divideix la continuïtat de la narració d'un guió literari en una successió de plans numerats i de canvis d'enquadrament en aquests. D'aquesta manera proporciona les indicacions necessàries per a la bona execució de les preses (nom de classificació del pla, l'angulació, la composició, la il·luminació, les transicions, etc). És, doncs, una eina útil per a l'equip tècnic que treballa en les produccions cinematogràfiques.
El document del découpage hauria de permetre a cada branca de l'equip de realització i producció extreure tota la informació necessària sobre descripcions de paisatges, vestuari, qüestions d'il·luminació i efectes especials com també les indicacions dirigides als actors. El document del découpage en si és una eina molt útil per als treballadors de les produccions cinematogràfiques.
El document es realitza, per tant, en el període de preproducció, abans de començar el rodatge. D'aquesta forma, es pot predefinir a cada presa la posició de la càmera vers la decoració, l'elecció dels diferents paràmetres del pla focal (longitud, alçada de la càmera, moviments de càmera, etc) i la durada. Per al moment de rodatge es realitza, generalment, un plànol a escala del pla on es col·loquen els dibuixos de l'storyboard i/o les miniatures de cada fotograma clau.
No obstant, també es pot anomenar découpage al resultat de l'operació contrària, quan un cop finalitzada la pel·lícula s'elabora aquest guió descriptiu que serà publicat en forma de llibre. Així, s'aconsegueix reproduir amb lletres tot un llargmetratge.
Molts directors de cinema han acabat publicant els seus découpages, que, al principi, havien sigut simples instruments de treball. Louis Delluc va reagrupar l'any 1923, sota el títol de Drames de Cinéma, el découpage, numerat pla per pla, de quatre dels seus films. També es pot esmentar a la revista francesa L'Avant-scène du cinéma que publica cada mes un découpage.
És important mencionar que sempre existeix certa diferència entre el découpage tècnic que es desenvolupa abans del rodatge i el muntatge definitiu del film. Tot i així, alguns cineastes com ara Alfred Hitchcock o Henri-Georges Clouzot no acostumen a allunyar-se molt del découpage inicial.

### A nivell acadèmic
En segon lloc, degut a l'augment de precisió en les anàlisis fílmiques, el terme découpage es pot entendre també des de l'àmbit acadèmic.
Es refereix a la separació del film en plans i enquadraments, a posteriori, en l'interior d'una seqüència per a aconseguir el màxim de detalls possibles de la mateixa. Un découpage d'aquest tipus és un instrument indispensable per l'anàlisi d'un film en la seva totalitat, sobretot si el que ens interessa és la narració o el muntatge d'aquest film. També s'utilitza rarament per analitzar altres aspectes del film, permetent a vegades aclarir les eleccions estilístiques i retòriques.
D'aquesta manera, el terme segmentació es reserva per a la divisió del llargmetratge sencer en seccions més àmplies, com podrien ser parts, episodis o seqüències senceres.
Un découpage analític ha d'incloure els elements que l'analista considera rellevants pel seu treball. No hi ha, per tant, ni un découpage ni un model obligatoris. Es pot concebre, però, un punt de referència mínim, que només inclogui el número del pla, una indicació sumària del contingut de la imatge i la transcripció dels diàlegs. Tot i això, en funció de les exigències de l'estudi, es podran afegir altres paràmetres. La llista de continuació mostra els paràmetres més utilitzats en els découpages analítics:
1. Duració dels plans i nombre de fotogrames.
2. Escala dels plans, incidència angular (horitzontal i vertical), profunditat de camp, presentació dels personatges i objectes en profunditat, tipus d'objectiu utilitzat (focal).
3. Muntatge: tipus de raccords utilitzats; “puntuacions”: foses, cortinetes, etc.
4. Moviments: desplaçaments dels actors en el camp, entrades i sortides de camp, i moviments de càmera.
5. Banda sonora: diàlegs, indicacions sobre la música, efectes sonors, escales sonores i naturalesa de la presa de so.
6. Relacions so-imatge: “posició” de la font sonora amb relació a la imatge (in/off), i sincronisme o asincronisme entre la imatge i el so

El découpage basat en la successió de plans planteja alguns problemes pràctics i teòrics. El major risc consisteix en caure en la il·lusió que el pla constitueix una unitat “natural” del llenguatge cinematogràfic. Pel contrari, l'anàlisi d'un film té a veure amb unitats relacionals, abstractes, que no ocupen una superfície fílmica concreta. Cal tenir en compte que un découpage pla per pla atribueix més importància a la banda d'imatge i que, per exemple, les transicions sonores es produeixen de manera diferent al “canvi de pla”. Una altra dificultat evident d'aquest découpage consisteix en la impossibilitat de localitzar amb precisió el canvi de pla.
Alguns exemples de la dificultat en la delimitació dels plans són:
- A causa de la seva extrema brevetat: com succeeix a Octubre, de S.M. Eisenstein, al final de la seqüència de la fraternització entre bolxevics i cosacs, quan els plans es fan cada cop més breus.
- A causa d'un moviment de càmera: com a Hiroshima mon amour, d'Alain Resnais, on, al principi del film, una ràpida panoràmica passa d'un pla del museu d'Hiroshima a un pla d'un noticiari reconstruït.
- A causa que la pantalla es quedi en negre momentàniament: com en les transicions de pla a pla que es produeixen a La soga, d'Alfred Hitchcock.
- A causa dels trucatges: el cas més simple és el de les sobreimpressions, com les que es veuen al final de El hombre de la cámara, de Dziga Vertov.

Paradoxalment, el découpage en plans és molt difícil d'utilitzar en pel·lícules que presenten plans molt llargs, sovint producte de moviments complexes de càmera, com, per exemple, en els films de Miklos Jancso; o les seqüències musicals dels films de Busby Berkeley o de Stanley Donen. També plantegen problemes els films construïts sobre plans llargs gairebé fixes, com és el cas de la pel·lícula Gertrud, de Carl T. Dreyer.
Aquest tipus de découpage és eficaç, per tant, en films que compleixen els cànons de “l'estil clàssic”, de plans de mitja durada (de 8 a 10 segons), units mitjançant raccords que utilitzen figures fàcilment localitzables, i en funció d'una posada en escena que se centra de forma alternativa i igualitària sobre els diversos personatges. El découpage per plans constitueix, així, un instrument interessant que permet, per exemple, jutjar si la còpia que es disposa per analitzar el film està completa i coincideix amb l'original.
El découpage analític també pot ser utilitzat en l'estudi i anàlisi d'audiovisuals interactius. A partir d'un découpage interactiu, s'aconsegueix una observació detallada de tots els paràmetres que conformen un producte audiovisual interactiu, ja sigui la seva estructura, els seus continguts, les interfícies mitjançant les quals s'accedeix al mateix...